# إميل فافر
إميل فافر (بالفرنسية: Émile Favre)‏ (و. 1869 – 1918 م) هو سياسي، من فرنسا، توفي عن عمر يناهز 49 عاماً بسبب وباء إنفلونزا 1918.

## مناصب
تولى منصب عضو الجمعية الوطنية الفرنسية، ورئيس بلدية.